# Lorenzo da Ripafratta
Lorenzo da Ripafratta (Ripafratta, 1373 circa – Pistoia, 27 settembre 1456) è stato un religioso italiano, domenicano nel Convento di Santa Caterina a Pisa, (1396), Maestro dei Novizi a Cortona, dove formò spiritualmente Antonino Pierozzi e il Beato Angelico.

Ordine dei Frati Predicatori

È soprannominato Arca del Testamento. Fu vicario generale dell'ordine riformato. Partecipò a un movimento di rinnovamento spirituale degli ordini monastici. Si affiancò al beato Giovanni Dominici per la riforma dell'Ordine dei frati predicatori.
Fu beatificato da papa Pio IX il 4 aprile 1851.